# 匍匐弯蕊芥
匍匐弯蕊芥（学名：Loxostemon repens）为十字花科弯蕊芥属的植物，为中国的特有植物。分布于中国大陆的云南等地，生长于海拔2,400米至3,400米的地区，多生于灌木林下、草坡和潮湿的岩石缝中，目前尚未由人工引种栽培。